# Paul Martin (Politiker, 1859)

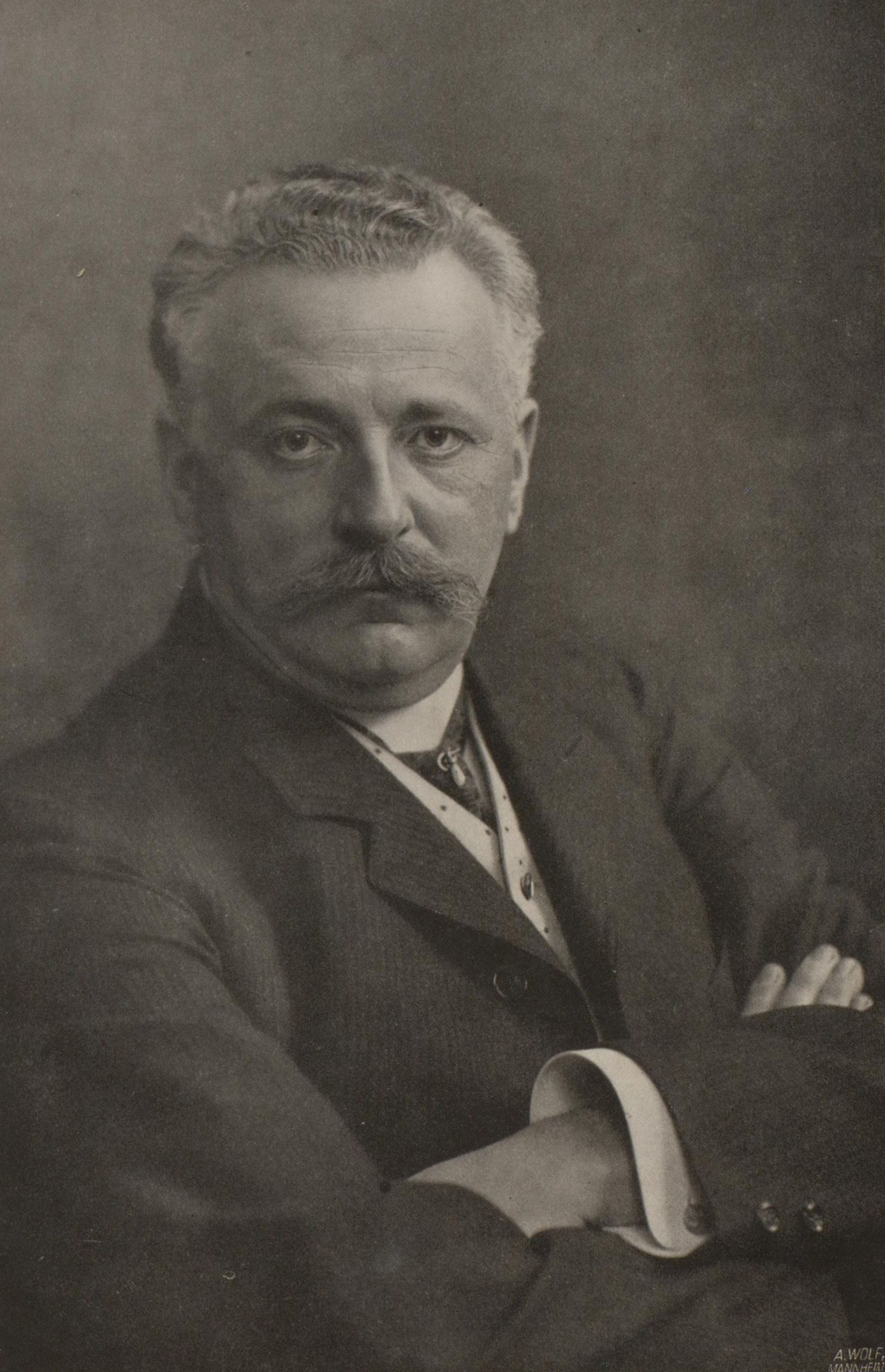
Paul Martin

Paul Martin (* 11. Dezember 1859 in Dürrheim; † 13. August 1913 in Bad Nauheim) war ein deutscher Politiker.

## Leben
Nach dem Abitur 1879 am Karlsruher Gymnasium absolvierte Martin den Militärdienst als Einjährig-Freiwilliger. Danach studierte er bis 1883 Rechtswissenschaften an der Freiburger Universität. Nach einem Referendariat in Villingen wurde er 1891 Polizeiamtmann beim Bezirksamt Heidelberg. 1894 wurde Martin zum Zweiten Bürgermeister von Mannheim gewählt, mit der Zuständigkeit für das Armen- und Krankenwesen. Nur vier Jahre später wurde er Erster Bürgermeister und Leiter des Baudezernats. Darüber hinaus war er Kreistagsabgeordneter und 1907 Vorsitzender der Kreisversammlung. 1908 wurde er nach dem Tod von Otto Beck zum Oberbürgermeister von Mannheim gewählt. Verheiratet war er mit Johanna Fanny Schloss (1868–1928).

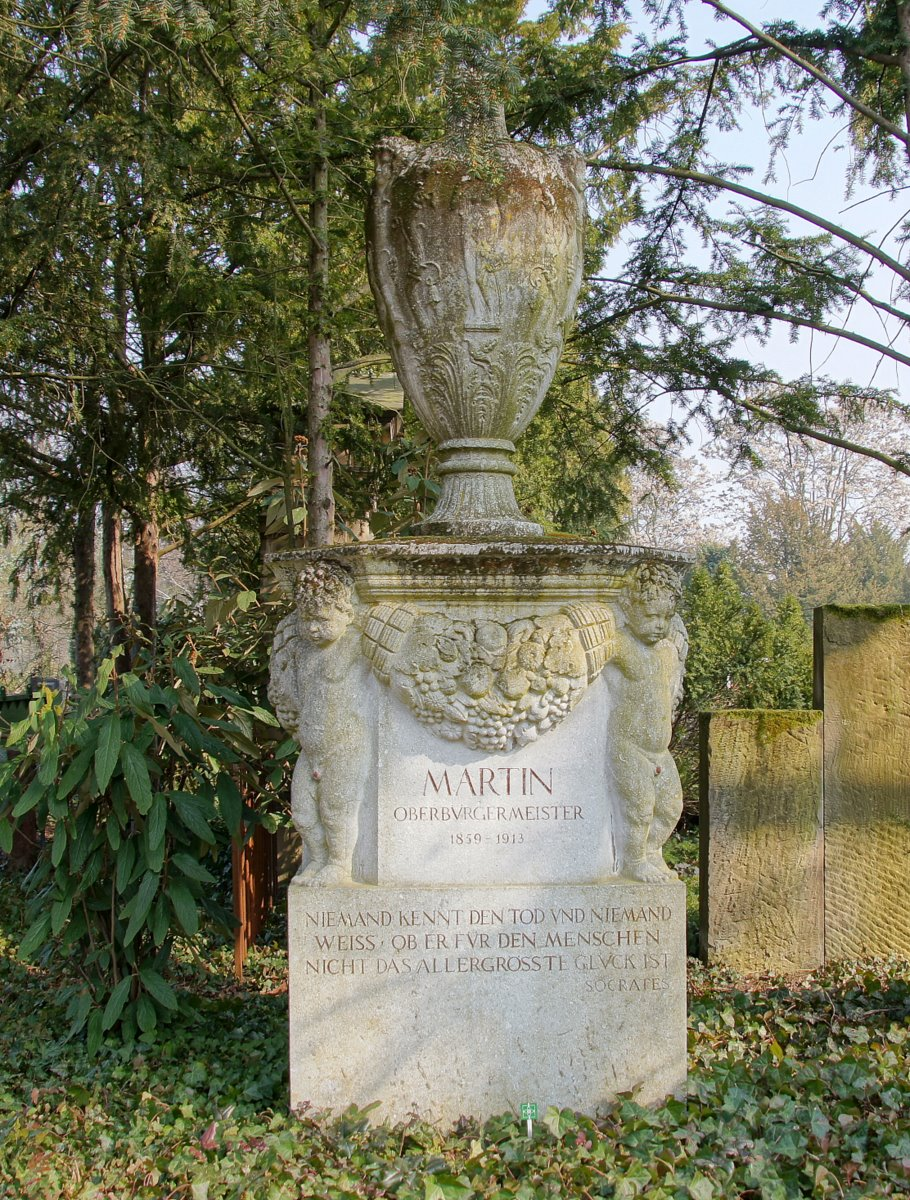
Martins Grab in Mannheim

Martin führte die Politik seines Amtsvorgängers fort, setzte allerdings einen Schwerpunkt auf Kunst und Kultur. Er förderte Fritz Wichert, den ersten Leiter der Kunsthalle, und das Nationaltheater. In Martins Amtszeit vergrößerte sich Mannheims Gemarkung durch die Eingemeindungen von Sandhofen, Feudenheim und Rheinau um fast 50 Prozent. Die Bauarbeiten für das Herschelbad und das neue Klinikum wurden begonnen. Außerdem wurden mit der Gründung der Rhein-Haardtbahn und der Oberrheinischen Eisenbahn wichtige Weichen für den verkehrlichen Anschluss der Region an Mannheim gestellt.
1913 starb Martin überraschend an einem Herzschlag während einer Kur in Bad Nauheim. Die Stadt Mannheim benannte eine Straße nach ihm  und pflegt sein Grab auf dem Hauptfriedhof als Ehrengrab. Das Grab besteht aus einer reich verzierten Scheinurne aus Kalkstein mit vier seitlichen Puttenkopfdarstellungen. Vorne eine Darstellung der Melpomene, hinten Thanatos mit Fackel. Auf Wunsch des Toten wurde keine Portraitdarstellung gewählt, sondern eine architektonische Lösung im griechischen Baustil. Der Grabspruch wurde von Martin selbst gewählt.